# Турок 182
Турок 182 (англ. Turk 182!) — американська комедія 1985 року.

## Сюжет
Пожежник Террі Лінч після роботи відпочиває з друзями в барі. Раптом вони дізнаються про пожежу в сусідньому будинку. Террі кидається на допомогу намагаючись врятувати маленьку дівчинку. Але коли він добирається до квартири, слідом з'являється пожежна команда і випадково збивають Террі напором води. Він випадає з вікна й отримує травми. Муніципальна влада відмовився допомагати пожежнику, мотивуючи це тим, що той був не на службі. Джиммі Лінч, молодший брат Террі, вирішує помститися меру Тайлеру, зіпсувавши йому репутацію. Для цього Джиммі починає робити малюнки на стінах по всьому місту і ставити підпис — «Тайлер знає! Турок 182!».

## У ролях
| Актор           | Роль                       |
| --------------- | -------------------------- |
| Тімоті Гаттон   | Джиммі Лінч                |
| Роберт Уріх     | Террі Лінч                 |
| Кім Кетролл     | Денні Будро                |
| Роберт Калп     | мер Тайлер                 |
| Даррен Макгевін | детектив Ковальскі         |
| Стівен Кітс     | Джокамо                    |
| Пол Сорвіно     | грає самого себе           |
| Пітер Бойл      | детектив Раян              |
| Джеймс Толкан   | Генлі                      |
| Томас Квінн     | Гулі                       |
| Норман Паркер   | докторт Салко              |
| Дік О'Ніл       | керівник електростанції    |
| Морі Чайкін     | людина в інвалідному візку |
| Річард Зобель   | інтерв'юер                 |
| Девід Вол       | телепродюсер               |